# Crithagra xantholaema
Crithagra xantholaema é uma espécie de ave da família Fringillidae.
Apenas pode ser encontrada na Etiópia.
Os seus habitats naturais são: florestas secas tropicais ou subtropicais e matagal tropical ou subtropical de alta altitude.
Está ameaçada por perda de habitat.